# The Number 23
The Number 23 är en amerikansk thriller med Jim Carrey i huvudrollen. Filmen regisserades av Joel Schumacher efter ett manus av Fernley Phillips. Filmen hade amerikansk premiär 23 februari 2007 och Sverigepremiär den 23 mars 2007. Handlingen kretsar runt en besatthet av siffran 23 som dyker upp överallt i huvudrollsinnehavarens liv efter att han har fått en bok med titeln "The Number 23".

## Handling
Filmen handlar om att huvudrollen Walter Sparrow av sin fru får en bok The Number 23 som i slutändan visar sig skriven av honom själv innan han drabbas av en minnesförlust och blir intagen på ett mentalsjukhus.
Det visar sig att han innan sin minnesförlust mördat en kvinna och satt dit en person för mordet.
Efter att allt detta uppdagats så går Walter till polisen och anger sig själv och friar den tidigare anklagade personen.   
Filmen slutar med en bibelvers från Fjärde Mosebok 32:23"You may be sure that your sin will find you out." eller svenska översättningen "Men om ni inte gör så, syndar ni mot Herren, och då skall ni veta att synden drabbar er". Filmen och händelser kring filmen har lett till att fans har börjat leta efter förekomster av talet 23 (och av andra datamängder som via olika algoritmer kan ge resultatet 23) i filmen.

## Roller, i urval
- Jim Carrey som Walter Sparrow & Vickevire
- Virginia Madsen som Agatha Pink Sparrow & Fabrizia
- Logan Lerman som Robin Sparrow
- Chris Lajoie som Benton
- Danny Huston som Isaac French & Dr. Miles Phoenix
- Rhona Mitra som Laura Tollins
- Mark Pellegrino som Kyle Finch
- Paul Butcher som Young Walter & Young Fingerling
- Lynn Collins som Isobel Lydia Hunt aka Självmordsblondinen
- Bud Cort som Dr. Leary

## Mottagande

### Professionella recensioner
Filmen har till största del fått ta emot negativ kritik från professionella recensenter, både utländska och svenska. Svenska dagbladet gav filmen betyget 1 av 5. Aftonbladet gav den 1 plus av 5 möjliga. Expressen var den mest generösa tidningen med 2/5 getingar, men visserligen med en rätt negativ kommentar av recensenten Jonas Cramby:  "Själv räknade jag ut hur filmen skulle sluta efter ungefär 23 minuter och tillbringade resten av tiden med att reta mig på hur fult Schumacher valt att göra scenerna där Carrey spelar hårdkokt noirdeckare". Den utländska pressen har inte varit mycket generösare - med undantag för bland annat Richard Roeper och George Pennachio på KABC-TV i Los Angeles, som gav The Number 23 två tummar upp under TV-programmet Ebert & Roeper.

### Filmrecensionshemsidor
Även om den professionella kritiken har varit hård har andra som sett filmen och kommenterat den varit generösare med betygen och kommentarerna, men även bland dessa så finns det undantag.
På IMDb har filmen fått ett snittbetyg på 6,2/10 (9 193 röster), men på recensionssidan rottentomatoes.com så har 153 av 167 recensioner varit negativa och den har fått ett betyg på 8%.